# Ismail H. A. Ziyaeddin
Ismail H.A. Ziyaeddin (n. 13 noiembrie 1912, Constanța, România – d. 3 mai 1996, București, România) a fost un poet tătar crimeean cunoscut pentru adaptarea alfabetului latin la necesitățile speciale ale limbii tătare crimeene și pentru coautoratul primelor manuale în limba tătară cu grafie latină din România.

## Biografie
Ziyaeddin s-a născut pe 13 noiembrie 1912, la Constanța, din părinții Hağí Ahmet (1875–1963) și Fatma (1880–1971). Tatăl său, Hağí Ahmet, era originar din Crimeea. 
După ce a studiat teologia în Turcia, Ziyaeddin s-a stabilit în România, unde a lucrat ca imam.
Ziyaeddin a crescut în orașul său natal, unde a urmat școala primară în limba tătară și a absolvit cu rezultate excelente medresa din Medgidia. Era un pasionat al folclorului literar și muzical tătar. Cânta la vioară și era adesea văzut învățând cântece noi.
După absolvire, a continuat să-și aprofundeze cunoștințele de limbă și literatură orientală, să studieze și să stabilească asemănări între limbile turcice. Între 1932 și 1937 a lucrat la loteria națională. Între 1940 și 1942 a fost asistentul personal al muftiului din Constanța.
Din 1942 și până în 1944 a fost imam la moscheea situată în Parcul Carol I din București, care a fost ulterior demolată și înlocuită de Mausoleul Eroilor Comuniști. În 1950 a absolvit Facultatea de Construcții din Timișoara.
A tradus din română în limba tătară crimeeană poezii de Mihai Eminescu și George Coșbuc.
În 1985, poeziile sale au fost publicate de Șukran Vuap-Mocanu în cadrul Cursului de Limbă Tătară de la Universitatea din București.
A murit pe 3 mai 1996 la București.